# SMS Hindenburg
«Гинденбург» (нем. SMS Hindenburg) — линейный крейсер ВМC Германской империи эпохи Первой мировой войны. В немецкой литературе считается третьим кораблём в серии линейных крейсеров типа «Дерфлингер». В официальной немецкой классификации того времени линейных крейсеров не было, и «Гинденбург» с броненосными крейсерами относился к большим крейсерам (нем. Großer Kreuzer).
Имел в конструкции ряд отличий, поэтому в англоязычной литературе выделяется в отдельный тип. По сравнению с «Дерфлингером» имел незначительно усиленное бронирование. Был длиннее на 2 метра и больше по водоизмещению на 300 тонн. Внешне «Гинденбург» отличался от «Дерфлингера» дополнительной парой 150-мм орудий в каземате и треногой мачтой с меньшим разлётом боковых стоек.
Достраивался в течение Первой мировой войны; стал последним крупным боевым кораблём Кайзерлихемарине. Вошёл в строй слишком поздно для того, чтобы принять участие в боях вместе с другими германскими линейными крейсерами. По окончании войны был интернирован, вместе с другими кораблями Флота открытого моря в 1918 году переведён в Скапа-Флоу на Оркнейских островах и впоследствии в 1919 году затоплен экипажем. Поднят со дна в 1930 году компанией Эрнеста Кокса и продан на слом.

## История разработки и строительства
Большой крейсер по программе 1913 года планировался на замену бронепалубного крейсера «Герта», поэтому до момента спуска на воду и получения собственного имени проходил по документам как «Ersatz Hertha». Он должен был стать третьим кораблём типа «Дерфлингер», но в конструкцию решили внести ряд изменений. Поэтому в некоторых работах по истории флота он выделяется в отдельный тип. Работы по проектированию нового крейсера шли с мая по октябрь 1912 года. Ассигнования на постройку были утверждены Рейхстагом в 1913 году.

## Конструкция

### Корпус
По сравнению с «Дерфлингером» водоизмещение возросло на 300 т — нормальное водоизмещение достигло 26 947 т, а полное — 31 500 т. Крейсер имел более длинную корму, за счёт чего длина между перпендикулярами возросла до 212,8 м, а по КВЛ — до 212,5 м. Корпус, так же, как и на «Лютцове», был разделён на 17 водонепроницаемых отсеков. Двойное дно простиралось на 65 % длины корабля.
По сравнению с британскими линейными крейсерами «Гинденбург» получил более мощное бронирование. Основные отличия заключались в том, что германские крейсера изначально планировались для линейного боя, поэтому мореходность и удобство обитания экипажа приносились в жертву. Так, при сравнении с британским «Тайгером» видно, что бронирование было усилено за счёт меньшего веса корпуса и силовой установки. Для увеличения мореходности «Тайгер» имел более высокий борт. В дополнение к этому на «Гинденбурге» применялась смешанная схема силового набора корпуса, поэтому он получился легче. Несмотря на меньший вес силовой установки, за счёт использования котлов с трубками малого диаметра скорость обоих кораблей была сопоставимой. Германские 305-мм орудия были чуть легче и слабее британских 343-мм, но «Гинденбург» в итоге получился гораздо более сбалансированным по критерию «защита/нападение».
| Статьи весовой нагрузки в процентах к проектному водоизмещению | Статьи весовой нагрузки в процентах к проектному водоизмещению | Статьи весовой нагрузки в процентах к проектному водоизмещению |
|                                                                | «Гинденбург»                                                   | «Тайгер»                                                       |
| -------------------------------------------------------------- | -------------------------------------------------------------- | -------------------------------------------------------------- |
| Корпус                                                         | 30,7                                                           | 34,3                                                           |
| Вооружение, с бронированием башен                              | 13,2                                                           | 12,65                                                          |
| Бронирование                                                   | 34,1                                                           | 25,9                                                           |
| СУ и вспомогательные механизмы                                 | 13,7                                                           | 20,7                                                           |

Был учтён опыт боевых действий, поэтому противоторпедные сети не были установлены. Но «ахиллесова пята» осталась на своём месте — не прикрытый противоторпедной переборкой большой отсек бортовых торпедных аппаратов, ставший причиной гибели «Лютцова». Внешними отличиями от «Дерфлингера» были треногая мачта с менее широко расставленными стойками, на четверть не прикрытые кожухом дымовые трубы с удлинениями на концах. Прожектора были перенесены на боковые площадки треногой мачты.
В разное время экипаж насчитывал от 1112 до 1182 человек.

### Бронирование
Бронирование не перетерпело существенных изменений. Оно выполнялось из крупповской цементированной брони. Главный броневой пояс толщиной 300 мм постепенно сужался до 220 мм у верхней палубы (на «Дерфлингере» до 230 мм). За башней «А» в нос пояс был увеличен до толщины 120 мм, заканчиваясь в 16 м от форштевня переборкой толщиной 120 мм. Дальше до форштевня шёл пояс толщиной 30 мм. В кормовой оконечности пояс имел толщину 100 мм, заканчиваясь в 7 м от ахтерштевня.
Бронирование башен было несколько усилено. Лобовая плита и задняя стенка остались 270-мм толщины. Боковые стенки имели толщину 270 мм вместо 220 мм. Передняя наклонная плита крыши башни имела наклон 30° и толщину 150 мм. Барбеты башен имели толщину 260 мм. Толщина крыши броневой рубки была увеличена до 150 мм.

### Силовая установка
18 паровых котлов военно-морского типа с давлением пара 16—18 атмосфер были расположены в двенадцати кочегарках. Шесть котельных отделений были разделены водонепроницаемой переборкой в диаметральной плоскости на 12 отсеков. Расположение котлов отличалось от «Дерфлингера». В первых двух кочегарках стояло по одному котлу с нефтяным отоплением. Дальше шли четыре кочегарки по два котла с угольным отоплением в каждой. За ними следовали две кочегарки, имевшие по два нефтяных котла. Затем шли ещё две кочегарки по два котла на угле. В последних двух кочегарках находилось по одному котлу с угольным отоплением. Все котлы с угольным отоплением имели форсунки для впрыска нефти.
Турбинная установка имела номинальную мощность в 72 000 л. с., с приводом на четыре трёхлопастных винта диаметром 4 метра. По проекту максимальная скорость должна была составить 27 узлов. На испытаниях, при осадке меньше проектной на 0,75 м, машинная установка крейсера выдала 95 777 л. с. при частоте вращения винтов 290 об/мин. Испытания проводились на мелководной Бельтской мерной миле. Волновое сопротивление корабля на мелководье резко возрастало (осадка 9 метров при глубине моря 35 метров). Поэтому была достигнута скорость лишь в 26,6 узла. По расчётам на глубокой воде крейсер должен был развить скорость в 28,5 узла.
Запас топлива был увеличен до 3700 т угля и 1200 т нефти. Это должно было обеспечить максимальную дальность в 6100 миль на 14 узлах.
По сравнению с британским «Тайгером» на «Гинденбурге» объём корпуса, занимаемый силовой установкой, был использован более рационально. Это произошло как за счёт использования котлов с трубками малого диаметра, так и благодаря более плотной компоновке. Правда, при эксплуатации это вылилось в определённые неудобства экипажа, работавшего в стеснённых помещениях. Это обстоятельство, а также использование угольных котлов с тонкими трубками приводили к зашлакованию котлов и падению скорости при длительном поддержании максимального хода.
| Параметры силовой установки                   | Параметры силовой установки | Параметры силовой установки |
|                                               | «Гинденбург»                | «Тайгер»                    |
| --------------------------------------------- | --------------------------- | --------------------------- |
| Номинальная мощность силовой установки, л. с. | 72 000                      | 85000                       |
| Проектная скорость, узл.                      | 27                          | 28                          |
| Котельные отделения                           |                             |                             |
| Объем, м³                                     | 6895                        | 9230                        |
| Площадь настила, м²                           | 881                         | 1106                        |
| Машинные отделения                            |                             |                             |
| Объём, м³                                     | 2954                        | 6731                        |
| Площадь настила, м²                           | 475                         | 646                         |

### Вооружение
«Гинденбург» получил те же восемь 305-мм орудий SK L/50, расположенных в четырёх башнях по линейно-возвышенной схеме. Однако башни были уже образца 1913 года. В них были установлены новые дальномеры с базой 7,8 м вместо 3,05 м на «Дерфлингере». Было изменено положение погребов. Все снарядные погреба находились ниже зарядных. Элеваторы снарядов шли напрямую в боевое отделение башни. Элеваторами заряды подавались в две стадии, с перегрузкой в рабочем отделении. В башнях «В» и «С» имелась возможность выгрузки снарядов на верхней и бронированной палубе. Угол возвышения орудий был увеличен до 16°, а для управления артиллерийской стрельбой использовались гироскопические приборы Петравика.
Как и на «Лютцове», противоминный калибр был представлен четырнадцатью 150-мм орудиями 15 cm/45 SK L/45. Они располагались в бронированном каземате в установках MPL C/13. На момент окончания постройки на «Гинденбурге» были установлены четыре зенитных 88-мм орудия Flak L/45, смонтированных вокруг носовой дымовой трубы. Торпедное вооружение, как и на «Дерфлингере», состояло из четырёх подводных 600-мм торпедных аппаратов — по одному в носу, корме и по бортам перед носовой башней главного калибра. Боезапас торпед был увеличен до 16.

## Строительство

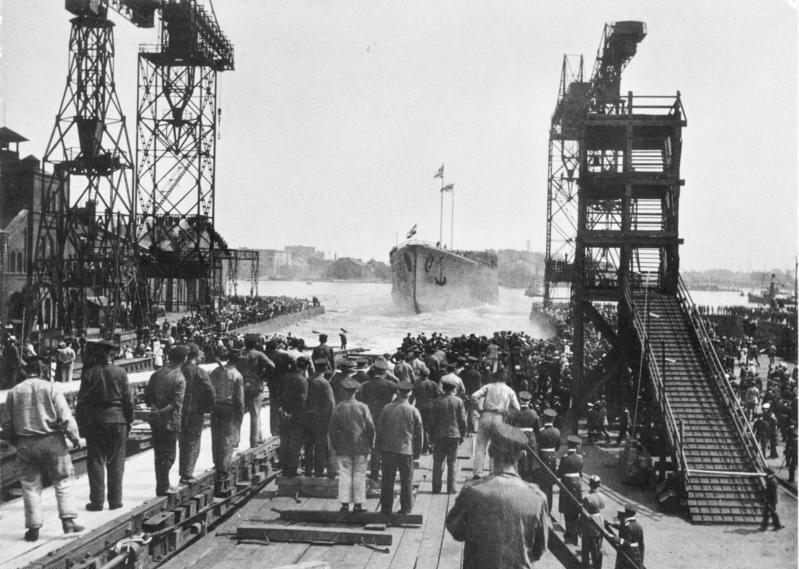
Спуск на воду линейного крейсера «Гинденбург». 1 августа 1915 года

Крейсер под названием «Эрзац Герта» был заложен на государственной верфи в Вильгельмсхафене 30 июня 1913 года и получил строительный номер 34. После начала Первой мировой войны работы по постройке сильно замедлились. Верфь занималась переоборудованием кораблей резервного флота для активных боевых действий. Поэтому спуск на воду состоялся лишь 1 августа 1915 года.
При спуске на воду крейсер получил имя «Гинденбург» в честь известного военачальника Пауля фон Гинденбурга — прусского генерал-фельдмаршала, участника франко-прусской войны (1870—1871), с 1914 года командующего Восточным фронтом. В дальнейшем постройка также велась медленными темпами, так как верфь была занята ремонтом повреждённых в бою кораблей, особенно после Ютландского сражения. Также, по данным британской разведки, часть материалов с «Гинденбурга» была использована для ремонта «Дерфлингера». К январю 1917 года, после объявления неограниченной подводной войны, строительство крупных надводных кораблей было приостановлено. Но это не коснулось «Гинденбурга». Германский флот испытывал острую нехватку в быстроходных сильно вооружённых капитальных кораблях, необходимость в которых показали морские сражения. Мало того, что по закону о флоте строительство линейных крейсеров велось ограниченно, так ещё и в Ютландском сражении был потерян «Лютцов». Поэтому работы над «Гинденбургом» были продолжены, и он стал последним введённым в строй капитальным кораблём императорского флота. В апреле 1917 года корпус достраивающегося «Гинденбурга» был повреждён выходящим из дока линкором «Гельголанд».
Стапельный период постройки продолжался 22 месяца, а достройка на плаву — 21 месяц. Стоимость постройки составила 59 миллионов марок или по курсу того времени 29,5 миллиона рублей золотом. 10 мая 1917 года крейсер был готов к испытаниям, и на нём подняли флаг и вымпел. Ходовые испытания были завершены 20 августа. А к 25 октября 1917 года «Гинденбург» окончил курс индивидуальной подготовки и перешёл из Киля в Вильгельмсгафен, где был введён в состав Флота открытого моря.

## Командиры
В разное время кораблём командовали:
- капитан цур зее[прим. 4] Карпф (май 1917 года — ноябрь 1917 года)
- корветтен-капитан[прим. 5] Ольдекоп (июль 1917 года — временно исполняющий обязанности)
- капитан цур зее Эбериус (ноябрь 1917 года — январь 1918 года)
- капитан цур зее Гильдебранд (февраль 1918 года — ноябрь 1918 года)
- корветтен-капитан Хейден (с ноября 1918 года, в период интернирования)

## Служба

### В составе Флота открытого моря
С 26 октября крейсер находился в полной боевой готовности. С 6 ноября в составе 1-й разведывательной группы он включился в боевое охранение и сторожевую службу в Немецкой бухте. Кроме него в состав группы входили все оставшиеся линейные крейсера немецкого флота — «Дерфлингер», «Зейдлиц», «Мольтке» и «Фон дер Танн». Первый боевой выход «Гинденбург» совершил 17 ноября на помощь крейсерам фон Рейтера, вступившим в бой с превосходящими британскими силами во время так называемого Второго сражения в Гельголандской бухте. Но линейные крейсера «Гинденбург» и «Мольтке» подошли к месту боя уже после его окончания, когда британские корабли уже ушли.
23 ноября 1917 года «Гинденбург», сменив «Зейдлиц», стал флагманом вице-адмирала Хиппера. Но уже 24 ноября Хиппер перенёс свой флаг на борт старого крейсера «Ниобе», выступавшего в качестве блокшива, который и был большую часть времени флагманом. Хипперу было поручено общее командование охранением Немецкой бухты, что было делать более удобно со стоявшего на приколе старого крейсера. «Гинденбург» в это время осуществлял охранение и нёс сторожевую службу.
После успешного нападения германских крейсеров «Брумер» и «Бремзе» на один из скандинавских конвоев британцы стали применять для охранения крупные силы, включая линейные крейсера. Поэтому германскому флоту, если он хотел продолжать атаки конвоев, необходимо было применять крупные боевые корабли. С 23 по 25 апреля 1918 года «Гиндебург» под флагом Хиппера участвовал в походе Флота открытого моря в северную часть Северного моря с целью атаки одного из конвоев. Операция была рассчитана на то, что бы перехватить конвой, выход которого планировался 24 апреля. Непосредственную атаку должны были осуществлять линейные крейсера I-й разведывательной группы — «Гинденбург», «Зейдлиц», «Мольтке», «Дерфлингер», «Фон дер Танн», четыре лёгких крейсера II-й разведывательной группы и миноносцы II-й флотилии. Предполагая встречу с частью Гранд Флита, для поддержки операции в море вышел и весь Флот открытого моря. Но поход завершился неудачей. Во-первых, из-за аварии турбины «Мольтке» принял внутрь 2000 т воды, лишился хода, какое-то время шёл на буксире за линкором «Ольденбург», а при возвращении был атакован английской подводной лодкой Е-42. Во-вторых, германский штаб не угадал дату выхода конвоя, и тот, выйдя в море ещё 22 апреля, благополучно достиг берега Британии, разминувшись с крейсерами Хиппера.
С 29 июня I-я разведывательная группа во главе с «Гинденбургом» охраняла тральщики при выходе большой группы подводных лодок на «путь 500».
После назначения Шеера начальником морского генерального штаба была создана специальная служба охранения Северного моря, и командующий 1-й разведывательной группы был освобождён от этой задачи. Сам Хиппер был повышен в звании до адмирала и назначен 11 августа 1918 года командующим Флотом открытого моря. Командующим I-й разведывательной группы был назначен его младший флагман контр-адмирал Рейтер.
Новый командующий с 12 августа держал свой флаг на «Гинденбурге». В октябре 1918 года флот готовился к выходу. Планировалось совершить набег на побережье Великобритании, в котором линейные крейсера I-й разведывательной группы должны были обстрелять устье Темзы и выманить из баз Гранд Флит далеко на юг на минные поля. На пути следования британские корабли должны были быть атакованы большим количеством подводных лодок. Затем должны были подключиться линкоры Флота открытого моря. Но к 1918 году Гранд-Флит был как минимум вдвое сильнее германского флота, и немецкие моряки сочли эту атаку самоубийственной. Поэтому, когда 28 октября поступил приказ выходить в море, на линкорах «Гельголанд», «Тюринген» и нескольких линейных крейсерах вспыхнуло восстание. Поход флота был отменён, и 2 ноября «Гинденбург» стал на ремонт, а Рейтер перенёс свой флаг на «Мольтке».

### Интернирование, затопление в Скапа Флоу и подъём

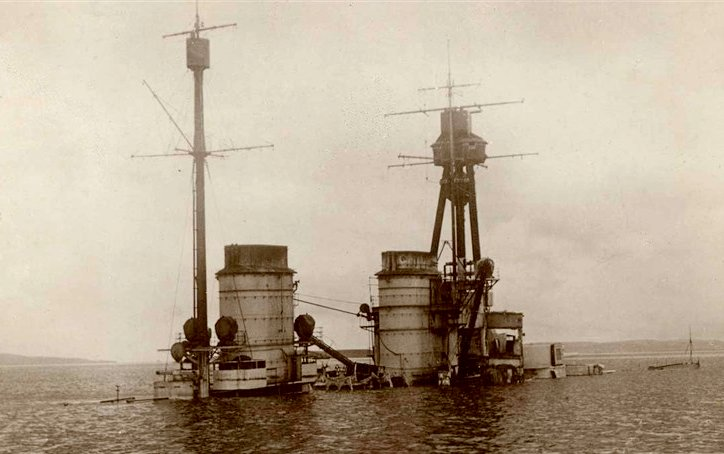
Торчащая над водой во время отлива надстройка затопленного в Скапа Флоу «Гинденбурга»

«Гинденбургу» так и не довелось поучаствовать в боевых действиях. По условиям перемирия крейсер подлежал интернированию и в составе Флота открытого моря 19 ноября 1918 года перешёл в британскую базу Ферт-оф-Форт, а затем 24 ноября 1918 года в Скапа-Флоу, где и был интернирован.
21 июня 1919 года «Гинденбург» вместе с остальными немецкими кораблями был затоплен своим экипажем. Несмотря на пулемётный огонь британцев, пытавшихся предотвратить затопление, он в 17:00 последним лёг на дно в полумиле западнее острова Кава. Но, в отличие от большинства других кораблей, он не перевернулся и лёг практически на ровный киль на глубине около 22 метров. При этом толщина воды во время отлива над ютом была около 9 метров, а над носовой частью 3 метра, и надстройка выходила из воды по шлюпочную палубу.
Комиссия британского адмиралтейства, обследовавшая затопленные германские корабли, пришла к выводу, что их поднять не удастся. Миноносцы лежали на дне, навалившись друг на друга, а технологии подъёма столь крупных кораблей, как линкоры и линейные крейсера, в то время вообще не существовало. Лежащий на дне флот выкупил продавец металлолома Эрнест Фрэнк Кокс.
Он не имел опыта подъёма судов со дна моря, поэтому составил простой, с его точки зрения, план: с помощью имеющегося в его распоряжении немецкого плавучего дока он поднимет со дна миноносцы, затем срежет башни с «Гиндебурга» и, продав полученный металлолом, заработает деньги на подъём его корпуса. Поначалу дела у него шли достаточно успешно. Разрезав напополам плавучий док, он использовал две половинки для подъёма миноносцев. Преодолев некоторые трудности и приобретя опыт, его команда решилась приступить к подъёму крейсера.
Водолазы поставили более 800 заплат, заделав все отверстия. Была закрыта даже дымовая труба гигантской заглушкой площадью 78 м², изготовленной из двух слоёв досок толщиной по 76 мм, скреплённых дюжиной тавровых балок. Герметизация заглушек обеспечивалась проложенной паклей и пропитанной жиром парусиной. Водолазы работали с мая по август 1926 года, после чего была произведена первая попытка подъёма со дна. Купив ещё один док и разрезав его как имеющийся, Кокс решил использовать четыре половинки немецких плавучих доков для возможности устранения крена по бортам после откачки воды. Откачку воды начали 26 августа 1926 года, и через пять дней палуба появилась на поверхности. Но крен достиг 40° и продолжал расти. Опасаясь опрокидывания, откачку воды прекратили, и «Гинденбург» лёг обратно на дно.
2 сентября была предпринята вторая попытка, но она также завершилась неудачей. Корабль переваливался с борта на борт, и из-за плохой погоды и сбоев при подаче электроэнергии на откачивающие насосы операция опять была отменена. Работы над «Гинденбургом» пришлось временно отложить. И к следующей попытке подъёма приступили уже после того, как были подняты на поверхность линейные крейсера «Мольтке», «Зейдлиц» и линкор «Кайзер».
В январе 1930 года работы были возобновлены. К 15 июля 1930 года были заменены 300 заплат и начата откачка воды. Носовая часть появилась на поверхности, но из-за возникшего крена на правый борт корабль опять был затоплен. Но поднять «Гиндебург» со дна стало для Кокса уже делом престижа. Поэтому, когда 24 июля 1930 года крейсер был поднят на поверхность, на его борт вступил Кокс в сопровождении жены и дочери. Это был единственный раз, когда Кокс пригласил родню на поднятый со дна корабль.
«Гинденбург» был отбуксирован в бухту Нил. Здесь его конструкция была изучена специалистами британского кораблестроительного отдела. После обследования «Гинденбург» 23 августа 1930 года был отбуксирован в Розайт и в течение 1931—1932 годов разделан на металл. Судовой колокол «Гинденбурга» 17 августа 1936 года был торжественно передан Германии и на борту лёгкого крейсера «Нептун» доставлен на родину. Он был установлен на борту карманного линкора «Дойчланд». 28 мая 1956 года этот же колокол был передан военно-морским силам ФРГ.

## Использованная литература и источники
1. 1 2  Мужеников В. Б. Линейные крейсера Германии. — С.123
2. 1 2  Gröner. Band 1. — S.85
3. 1 2  Мужеников В. Б. Линейные крейсера Германии. — С.126
4. 1 2 3  Мужеников В. Б. Линейные крейсера Германии. — С.125
5. 1 2  Мужеников В. Б. Линейные крейсера Германии. — С.124
6. 1 2 3 4 5  Campbell. Battlecruisers. — P. 57
7. ↑  Staff. German Battlecruisers. — P. 37
8. 1 2  Мужеников В. Б. Линейные крейсера Германии. — С.125—126
9. ↑  Campbell. Battlecruisers. — P. 56
10. ↑  Мужеников В. Б. Линейные крейсера Германии. — С.124—125
11. 1 2 3 4 5 6  Staff. German Battlecruisers. — P. 42
12. ↑  Вильсон Х. Линкоры в бою. — С. 207.
13. ↑  Шеер. Германский флот в Мировую войну 1914—1918 гг. — С. 469-475.
14. 1 2 3  Мужеников В. Б. Линейные крейсера Германии. — С.127
15. ↑  Вильсон Х. Линкоры в бою. — С. 208-209.
16. ↑  Мужеников В. Б. Линейные крейсера Германии. — С.127—128
17. 1 2  Мужеников В. Б. Линейные крейсера Германии. — С.128
18. ↑  Горз. Подъем затонувших кораблей., 1978, с. 126—132.
19. ↑  Горз. Подъем затонувших кораблей., 1978, с. 133—134.
20. ↑  Горз. Подъем затонувших кораблей., 1978, с. 134-135.
21. ↑  Горз. Подъем затонувших кораблей., 1978, с. 136—148.
22. ↑  Горз. Подъем затонувших кораблей., 1978, с. 149—150.
23. ↑  Мужеников В. Б. Линейные крейсера Германии. — С.129